# Фільц (Айфель)
Фільц (нім. Filz) — громада в Німеччині, розташована в землі Рейнланд-Пфальц. Входить до складу району Кохем-Целль. Складова частина об'єднання громад Ульмен.
Площа — 3,11 км2. Населення становить 87 ос. (станом на 31 грудня 2020).